# Niederweningen
Niederweningen ist eine politische Gemeinde im Bezirk Dielsdorf des Kantons Zürich in der Schweiz.

## Wappen
Blasonierung:
In Rot ein achtstrahliger silberner Stern vor einem gebildeten silbernen Halbmond

## Geographie
Niederweningen liegt zwischen Egg und der Lägern am westlichen Ende des Wehntales, welches durch die Surb entwässert wird. Die 685 ha Gesamtfläche der Gemeinde verteilt sich auf 45,4 % Landwirtschaft, 39,0 % Wald, 4,2 % Verkehrsfläche, 10,8 % Siedlungsgebiet und 0,6 % Gewässer (Stand 2018).
Die Gemeinde grenzt im Norden an Siglistorf (AG), im Osten an Schleinikon, im Südosten an Otelfingen, im Süden an Wettingen (AG), im Westen an Ehrendingen (AG) und im Nordwesten an Schneisingen (AG).
Niederweningen ist die westlichste Gemeinde im Kanton Zürich.
Die höchste Erhebung liegt beim Burghorn auf 859 m ü. M. an der Lägernkrete in unmittelbarer Grenze zur Aargauer Gemeinde Wettingen.

## Bevölkerung
| Jahr      | 1634 | 1850 | 1900 | 1950 | 1975 | 2000 | 2005 | 2010 | 2015 | 2020 | 2022 |
| --------- | ---- | ---- | ---- | ---- | ---- | ---- | ---- | ---- | ---- | ---- | ---- |
| Einwohner | 309  | 806  | 551  | 841  | 1209 | 2240 | 2455 | 2729 | 2856 | 3089 | 3081 |

2022 waren 33,2 % der Bevölkerung evangelisch-reformiert, 21,2 % römisch-katholisch, und 45,6 % gehörten einer anderen oder keiner Konfession an. Der Ausländeranteil betrug 17,5 %.

## Politik
Gemeindepräsident seit März 2022 ist Mark Staub. Die Gemeinderäte der Legislatur 2022–2026 sind Regula Aeschlimann Wirz, Martin Eberhard, Ruth Weber und Roger Wiederkehr. Alle fünf Mitglieder des Gemeinderates sind parteilos (Stand Dezember 2023).
Bei der Nationalratswahl 2019 erreichten die Parteien folgende Wähleranteile: SVP 32,18 %, Grüne 14,55 %, glp 12,92 %, FDP 12,59 %, SP 12,27 %, CVP 4,97 %, EDU 3,91 %, EVP 3,16 %, BDP 1,75 % und andere (8) 1,71 %.
Die Wähleranteile bei der Nationalratswahl 2023: SVP 33,85 % (+1,67 %), glp 13,79 % (+0,87 %), SP 12,92 % (+0,65 %), FDP 11,24 % (−1,36 %), Grüne 10,67 % (−3,88 %), Die Mitte 9,17 % (+2,45 %), EVP 2,68 % (−0,48 %), EDU 1,67 % (−2,24 %), Aufrecht Zürich 1,31 %, andere (11) 2,70 %.

## Geschichte
Bei den Grabungen von 1840 bis 1911 auf der Schöfflisdorfer-, der Oberweninger- und der Schleinikerplatte sowie in Niederweningen wurden die 28 Grabhügel auf der Egg erforscht, die der jüngeren Steinzeit (2000 v. Chr.) zugerechnet wurden. Das Wehntal war bereits in römischer Zeit besiedelt. Davon zeugen die beiden Gutshöfe in Oberweningen und in Schleinikon-Dachsleren. Im Jahre 507 geriet die Region unter die Herrschaft des burgundischen Königs Gundobad. Um 700 besiedelten die Alemannen das Tal. In Wenigen liess sich die Sippe des Wano nieder. Der Ortsname leitet sich aus der Bezeichnung «situs Waninctale» (bei den Leuten des Wano) ab. Ab dem Jahre 1000 gehörte das Wehntal innerhalb des Deutschen Reiches zum Herzogtum Schwaben-Alemanien. Von 1127 bis 1218 regierten die Zähringer. Ihnen folgten im 11. Jahrhundert die Freiherren von Regensberg. Ulrich von Weningen war der Vorsteher des regensbergischen Meierhofes zu Niederweningen und bekleidete als solcher das höchste Amt im Dorf.
Am 17. März 1409 gelangte Niederweningen unter die Botmässigkeit des Stadtstaates Zürich, der dem verarmten Adel Geld auslieh und dem durch nicht eingelöste Pfandschaften Teile des heutigen Kantonsgebietes zufielen. 1431 schon klagte Regensberg über die Verletzung seiner alten Freiheiten. 1439 brach dann der so genannte Alte Zürichkrieg aus.
Die Landwirtschaft musste zur Zeit der Regensberger Herrschaft Zinsen in Form von Kernen, Hafer und Dinkel sowie von Hühnern, Eiern, Gänsen und Schweinen abliefern. Ein Wachszins verbürgt das Bestehen der Bienenzucht. Freie Bauern gab es im Wehntal des 14. Jahrhunderts laut dem Habsburgischen Urbar nur noch in Schleinikon und Dachsleren.
Wegen schlechter Ernten befand sich im 16. und 17. Jahrhundert die Landwirtschaft in und um Niederweningen im Umbruch. 1524 wurden im Kanton Zürich im Rahmen der Reformation alle Wallfahrten verboten. Seit 1526 wurde in der Pfarrei Niederweningen, die auch Ober- und Unterehrendingen einschloss, das Abendmahl eingeführt und das Lesen der Messe verboten. Gleichzeitig versuchte die Grafschaft Baden noch den katholischen Kaplan Hans Lugger einzusetzen. Von 1608 bis 1668 wurden 150 Jucharten Wald zugunsten von Ackerland und Rebgelände gerodet. Als Hauptort des Wehntals konnte die Gemeinde manches selber ordnen, anderes fiel in die Zuständigkeit des Amtmanns des Domkapitels Konstanz und des Obervogtes auf Regensberg. 1671 wurde auf den Fundamenten der alten romanischen Kirche die reformierte Kirche erbaut, der alte Chäsbiss-Turm blieb noch etwa 150 Jahre stehen.
Die Helvetik brachte im Jahre 1803 die Mediationsverfassung und mit ihr die politische Gemeinde Niederweningen mit dem fünf Mitglieder zählenden Gemeinderat und dem Gemeindepräsidenten an der Spitze. Niederweningen gehörte zum Bezirk Bülach und innerhalb dieser Verwaltungseinheit zum Zunftgericht Schöfflisdorf. Mit der Bezeichnung Zunftgericht betonte man die Gleichstellung der Landschaft mit der Stadt Zürich, die bis 1798 allein eine Zunftverfassung gekannt hatte.
Im Jahre 1842 wurde eine Postverbindung nach Zürich eingerichtet. 1844 wurde in der Dorfstrasse Nummer 24 ein Schulhaus gebaut.
Im Sommer 1890 begann die Schweizerische Nordostbahn mit dem Bau der Eisenbahnlinie von der bisherigen Endstation Dielsdorf her ins Wehntal bis nach Niederweningen, der sogenannten Wehntalbahn.

Luftbild (1953) von Werner Friedli

## Schulen
Neben der Primarschule Mammutwis und dem Kindergarten ist Niederweningen das lokale Sekundarschul-Zentrum, welches mit der Schulanlage Schmittenwis die Sekundarschule der Wehntaler Gemeinden Niederweningen, Schleinikon, Schöfflisdorf und Oberweningen beherbergt. Seit dem 1. Januar 2010 sind alle vier Schulen des Wehntals in einer einzigen Schulgemeinde Wehntal vereint. Präsidentin seit diesem Zeitpunkt ist Barbara Franzen (FDP).
Das alte Schulhaus von 1844 ist als Gebäude an der Dorfstrasse 24 erhalten. Zeitweise wurde der Keller des Schulhauses als Gefängnis für internierte Kriegsgefangene genutzt.

## Wirtschaft

### Arbeit und Unternehmen
In Niederweningen hat die international tätige Schweizer Unternehmensgruppe der Maschinenindustrie Bucher Industries ihren Hauptsitz.
2022 betrug die Arbeitslosenquote in Niederweningen 1,0 %.

### Verkehr
Niederweningen ist der Endpunkt der Wehntalbahn (Oberglatt–Niederweningen), die von der S 15 Rapperswil – Uster – Zürich HB – Oberglatt – Niederweningen  befahren wird. Die Züge der S 15 verkehren halbstündlich. Das Gemeindegebiet wird von den beiden Bahnstationen Niederweningen Dorf und Niederweningen erschlossen, letztere liegt unmittelbar an der Grenze zur Aargauer Nachbargemeinde Schneisingen. Im weiteren Verlauf des Surbtales verkehren Postautos nach Döttingen, da die 1915 per Bundesgesetz vorgesehene Surbtalbahn nie gebaut wurde. Auch Richtung Baden und Siglistorf, Kaiserstuhl führen Postautolinien. Die Postautolinie 354 verkehrt von Baden über Niederweningen nach Kaiserstuhl und die Postautolinie 355 von Niederweningen nach Endingen.
Die Hauptstrasse 17 von Zürich nach Döttingen führt durch Niederweningen.

## Kirchen
In Niederweningen gibt es zwei kirchliche Gebäude:
- Die Reformierte Kirche Niederweningen prägt das Ortsbild. Die heutige Kirche wurde 1671 als reformierte Predigtkirche auf den Fundamenten des romanischen Vorgängerbaus erbaut. Von der Vorgängerkirche wurde der in den Turm integrierte gotische Chor beibehalten, aber geschlossen. Der Turm wurde 1811–1813 erbaut von Johann Volkart und Caspar Stadler. Anlässlich der Renovation 1948 wurde der Turmchor wieder geöffnet und ein Buntglasfenster zur Offenbarung des Johannes eingebaut (Künstler: Konrad Grimmer). Der Kirchturm wurde 2007 als einer der letzten im Kanton Zürich aus dem Kantonseigentum an die Kirchgemeinde übergeben.[16]
- Die Katholische Kapelle Niederweningen entstand 1956 und wurde 2014 neu gestaltet.

## Persönlichkeiten
- Adolf Meyer (1866–1950), schweizerisch-amerikanischer Psychiater
- Josua Boesch (1922–2012), Goldschmied, Theologe, Bibelübersetzer, Autor und Metallikonograph

## Sehenswürdigkeiten

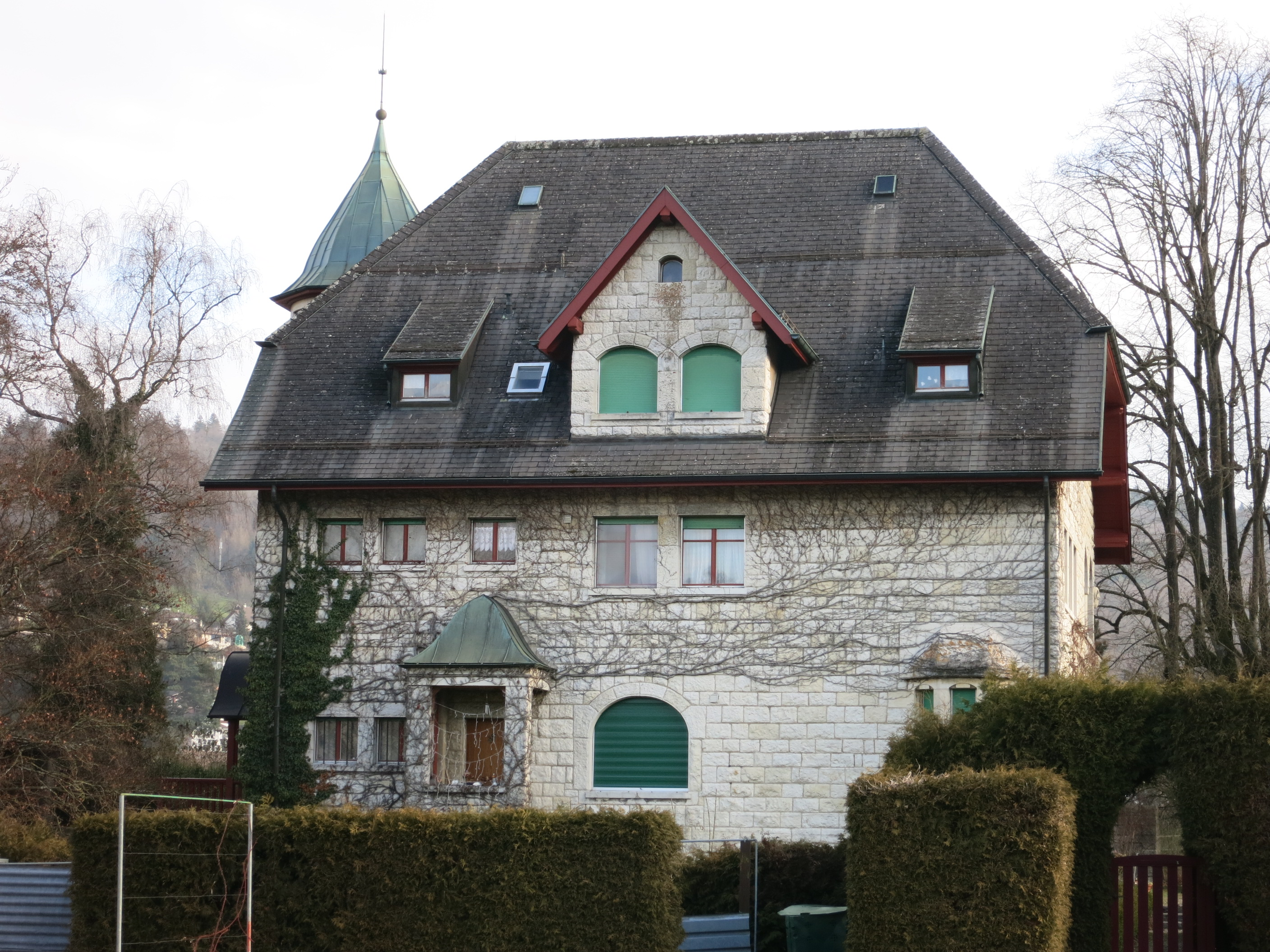
Villa Bucher-Guyer

### Villa Bucher-Guyer
Bedeutendstes Kulturgut in Niederweningen ist die Villa Bucher-Guyer.

### Mammutfunde
Bei den Bauarbeiten für die Wehntalbahn wurden Knochen von sieben Mammuts gefunden. 1967 wurden bei Aushubarbeiten auf dem Areal der Firma Bucher-Guyer AG Überreste eines 20'000 Jahre alten nacheiszeitlichen Wildpferdes gefunden. 2003 wurden bei verschiedenen Aushubarbeiten Überreste eines Mammutbullen und ein Stosszahn ausgegraben. Seit Oktober 2005 bietet das Mammutmuseum Niederweningen einen umfassenden Überblick über die grössten Mammutfunde in der Schweiz.

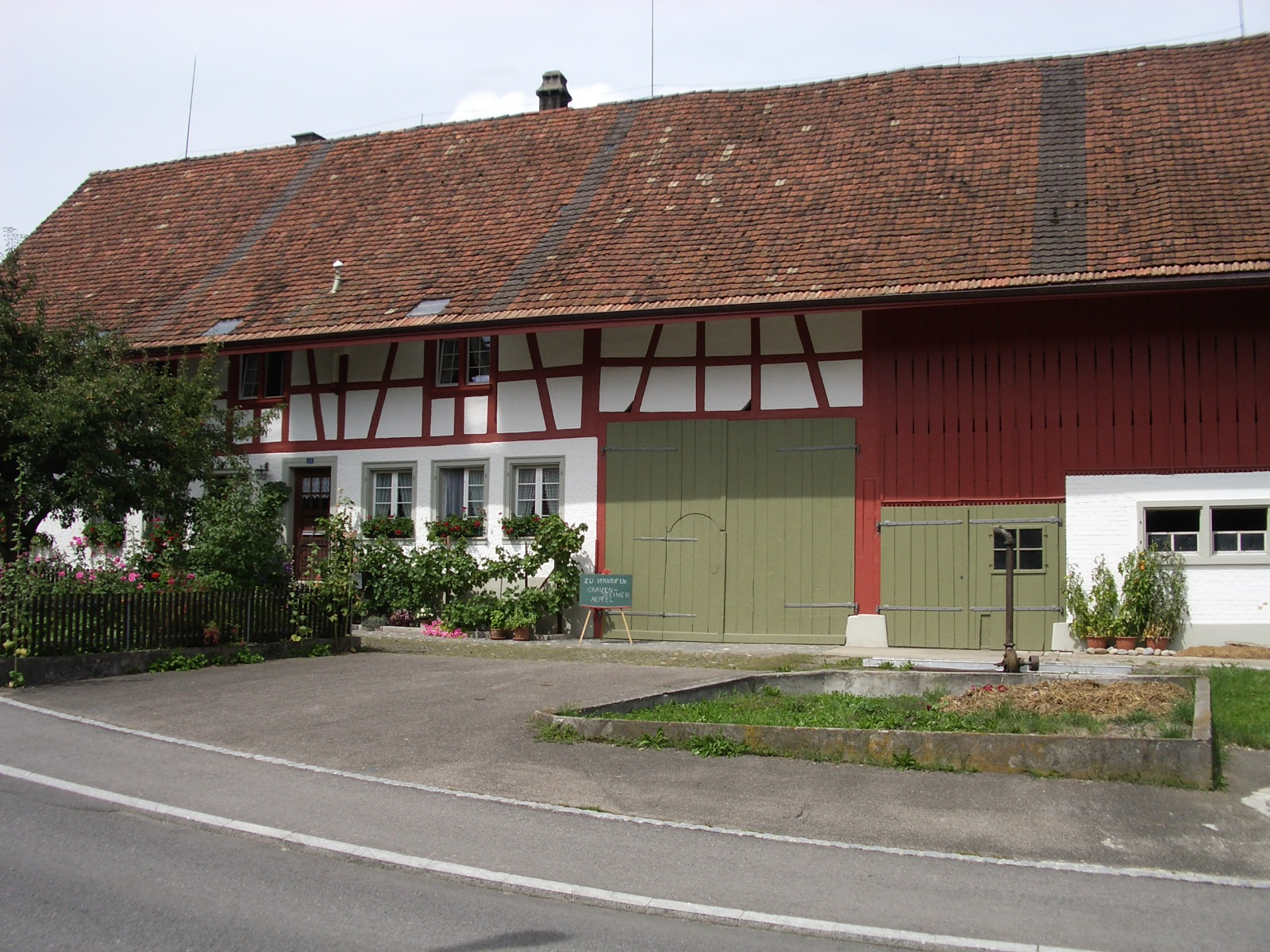
Bauernhaus
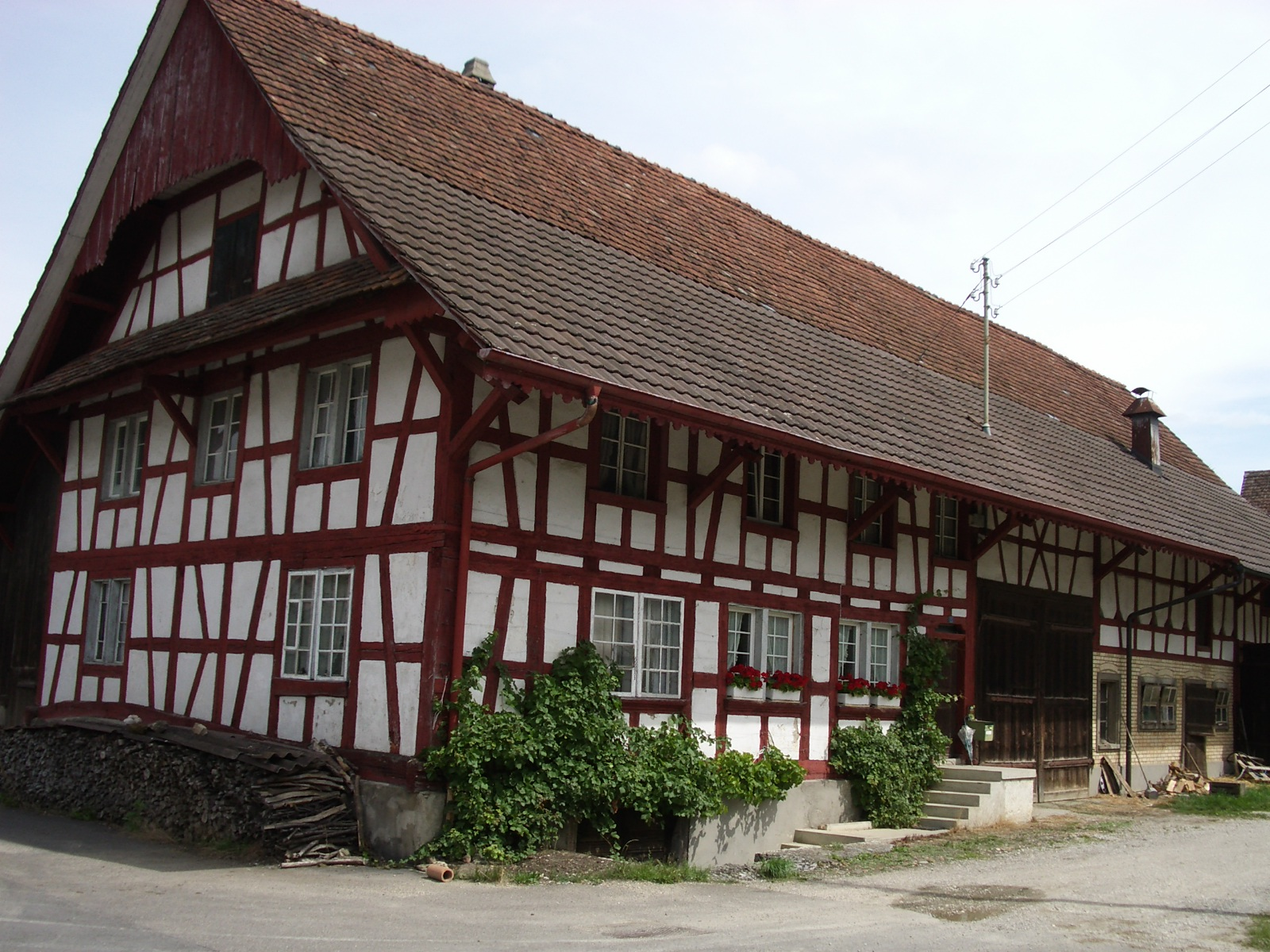
Bauernhaus
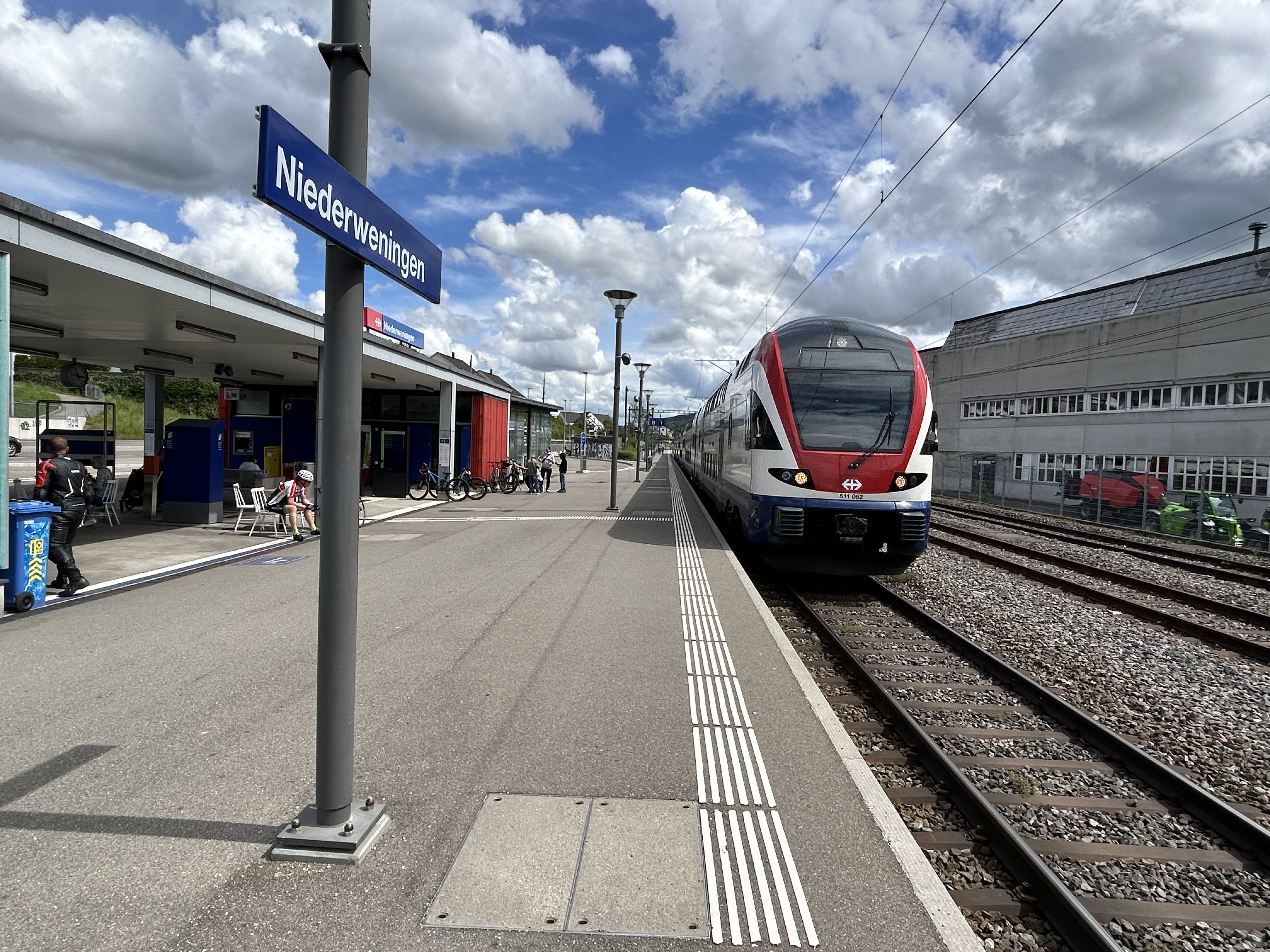
Bahnhof
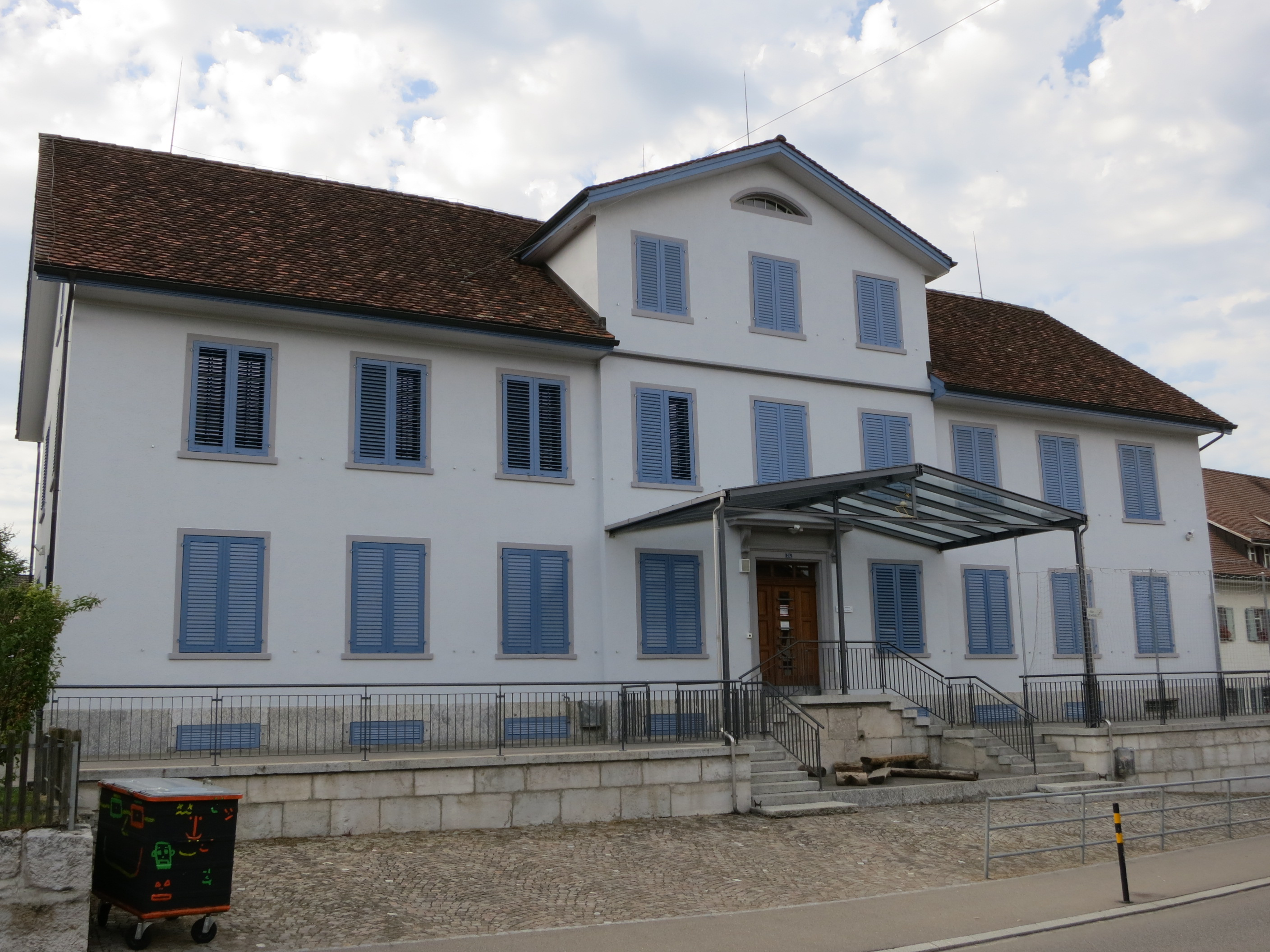
Schulhaus von 1844, Dorfstrasse 24
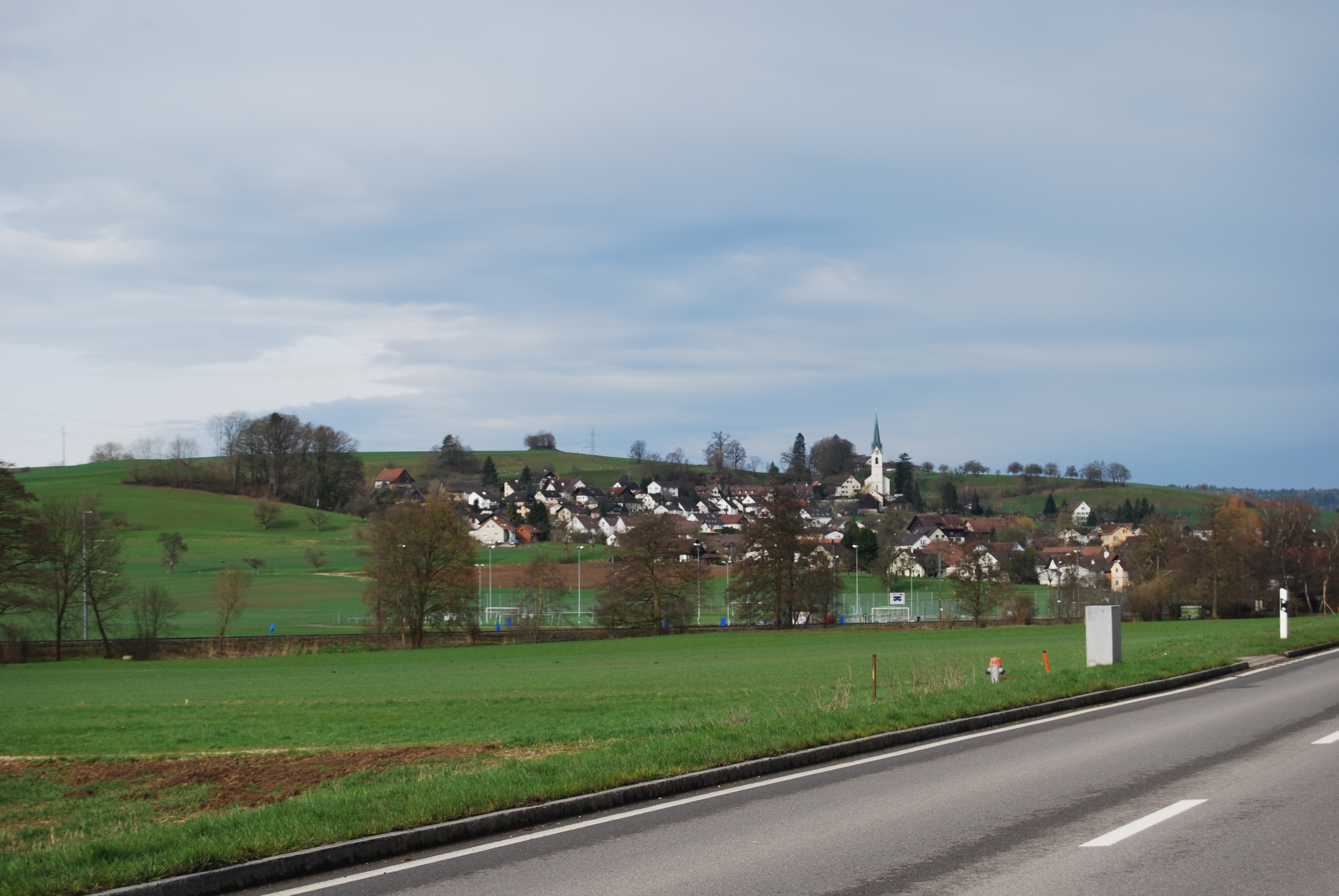
Das Dorf von der Hauptstrasse 17 aus
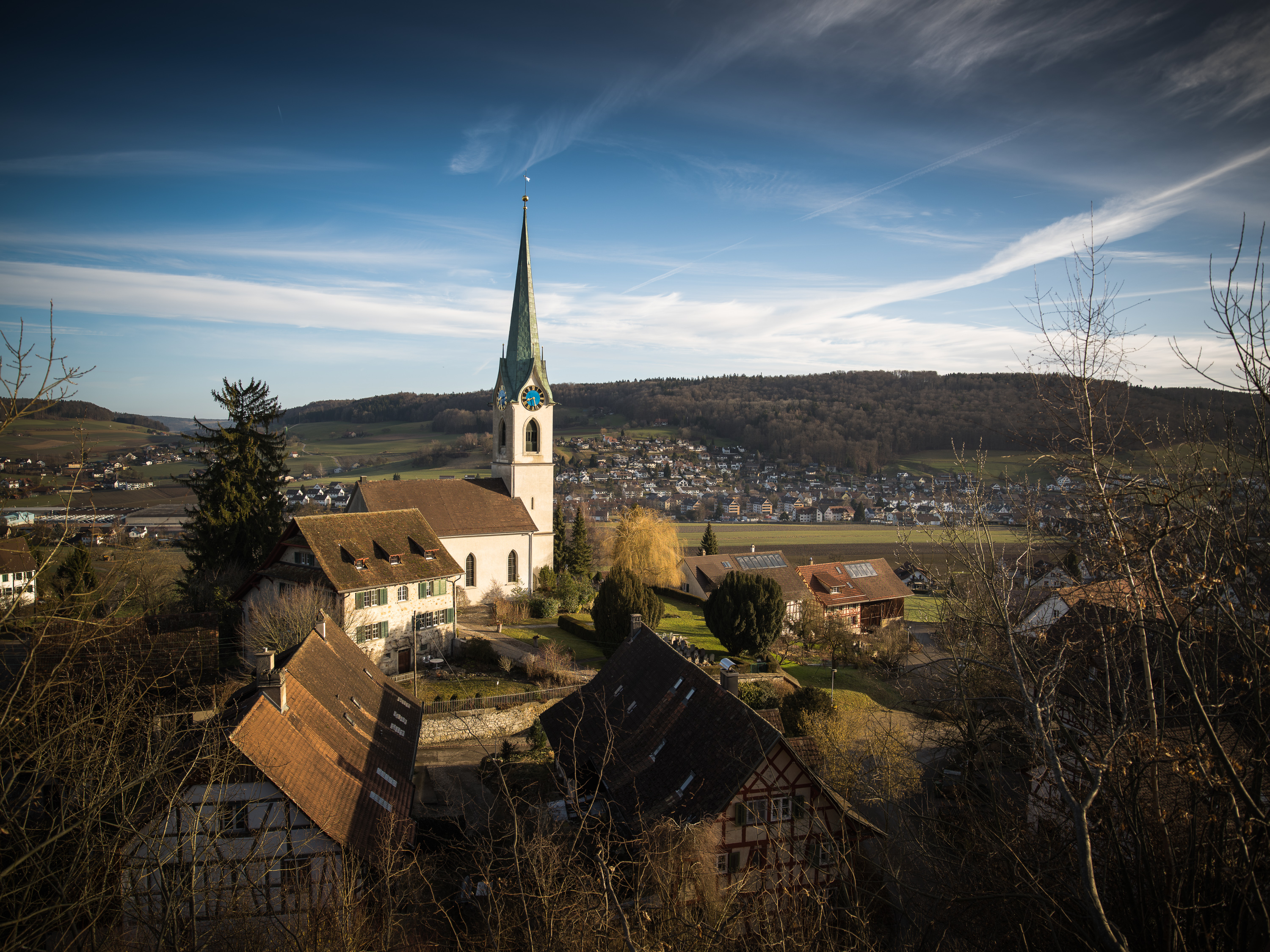
Die evangelische Kirche in Niederweningen wurde 1671 neu erbaut.